# Indianske Sprog og Kulturer (Københavns Universitet)
Indianske Sprog og Kulturer er et fag ved Københavns Universitet, som studerer det mesoamerikanske kulturområde (det centrale og sydlige Mexico, Guatemala, Belize og dele af Honduras og El Salvador) i tiden indtil den spanske invasion. Faget benytter sig af en lang række hjælpediscipliner såsom arkæologi, historie, lingvistik, antropologi, kunsthistorie, m.fl. Faget beskæftiger sig med alt fra ruiner, skrift- og kalendersystemer, ikonografi, kilder skrevet på oprindelige sprog med hieroglyffer eller latinske bogstaver til landbrug og samfundsstruktur. 
Det er en afdeling på Institut for Tværkulturelle og Regionale Studier hvor det udgør en del af faggruppen Oldtidsstudier (Københavns Universitet), sammen med fagene Assyriologi (Københavns Universitet), Ægyptologi (Københavns Universitet), and Nærorientalsk Arkæologi (Københavns Universitet).

## Historie
I 1949 begyndte den tyske præst af fransk afstamning Ernst Mengin (1893-1973) forelæsninger "mellemamerikansk indiansk sprog og kultur" på Københavns Universitet. På initiativ af den berømte sprogforsker Louis Hjelmslev, professor i sammenlignende sprogvidenskab, og professor i ægyptologi C.E. Sander-Hansen oprettedes en slags permanent, eksternt lektorat til ham; og i 1949 begyndte han at forelæse over "mellemamerikansk indiansk sprog og kultur", primært aztekisk sprog. Valget af aztekisk sprog som kernen i hans undervisning beroede dengang som nu på den rigdom af tekster, som findes på det sprog fra det 16. og 17. århundrede.
I 1958 forsvaredes den første doktorafhandling af religionshistorikeren Arild Hvidtfeldt ved Københavns Universitet baseret på aztekisk materiale, "Teotl and *Ixiptlatli, Some Central Conceptions in Ancient Mexican Religion, with a General Introduction on Cult and Myth".
Året efter Arild Hvidtfeldt blev professor i det nyoprettede fag på Københavns Universitet, religionssociologi i 1970, oprettede han faget Indianske Sprog og Kulturer. 
Fra 1976 til 2008 var lingvisten Una Canger, der er specialist i det aztekiske sprog Nahuatl, eneste lektor og studieleder på faget. Ved hendes aftrædelse blev studiet ledet af Jesper Nielsen (lektor) indtil 2019. Siden 2019 har epigraf og arkæolog Christophe Helmke (lektor) tjent som fagansvarlig. De to lektorers forskning har fokuseret på Mayaskrift og på tydningen af Teotihuacans skriftsystem, og beviser for interaktion mellem mayaerne og Teotihuacan, og de har høstet international anerkendelse for dette arbejde. Da studiet er et af de såkaldte "småfag" på Københavns Universitet, har det været truet af lukning i forbindelse med nedskæringer, hvilket i 2016 førte til et antal eksperter i mesoamerikansk kultur og historie offentligt forsvarede faget og beskrev det faget som "internationalt anerkendt for deres bidrag til studiet af arkæologi, sprog, og kulturer i Mellemamerika".